# Kolo, kolo mlýnský
Kolo, kolo mlýnský je jednoduchá společenská hra určená pro děti v předškolním věku spojená s říkadlem a kolovým tancem. Hra je známá v řadě zemí, např. v anglicky mluvících zemích jako Ring a Ring o' Roses nebo v Německu jako Ringelpiez.

## Popis hry
Děti (nejméně 3 osoby) se postaví do kruhu, vezmou se vzájemné za ruce tak, aby představovaly pomyslné mlýnské kolo a začnou (obvykle za praktické pomoci nějakého dospělého nebo i staršího dítěte) odříkávat text říkadla. Přitom se kruh pomalu otáčí dokola na jednu i na druhou stranu. Na slovo "bác" v textu (kolo se polámalo a mnoho škody nadělalo) se děti náhle posadí a představují tak rozbité mlýnské kolo. Dítě, které se při posazení výrazně opozdí, může být ze hry vyřazeno. Hra zde může skončit (jednodušší varianta) nebo může dále pokračovat druhou slokou říkadla (složitější varianta), kdy děti za pomoci pomyslného hoblíku a pilky kolo zase opraví tak, aby se znovu mohlo roztočit.

## Říkanka
Říkanek je více variant:
- Kolo kolo mlýnský, za čtyři rýnský, kolo se nám polámalo, co se na něm milá Valo udělalo, čáp
- Kolo kolo mlýnský, za čtyři rýnský, kolo se nám polámalo, mnoho škody nadělalo, udělalo bác

Druhá sloka, pokud je, má toto znění:
- Přineste nám hoblík, pilku, zahrajem si ještě chvilku, jak to kolo spravíme, ještě se zatočíme.[2]
- Vezmeme si hoblík, pilku, zahrajem si ještě chvilku, až to kolo spravíme, tákhle se zatočíme.